# Есмонт (Вирџинија)
Есмонт (енгл. Esmont) насељено је место без административног статуса у америчкој савезној држави Вирџинија.

## Демографија
По попису из 2010. године број становника је 528.
| Група             | 2000.    | 2010.       |
| Белци             | 0 (0,0%) | 208 (39,4%) |
| Афроамериканци    | 0 (0,0%) | 269 (50,9%) |
| Азијати           | 0 (0,0%) | 0 (0,0%)    |
| Хиспаноамериканци | 0 (0,0%) | 38 (7,2%)   |
| Укупно            | 0        | 528         |